# Рузвельт-Парк (Мічиган)
Рузвельт-Парк (англ. Roosevelt Park) — місто (англ. city) в США, в окрузі Маскігон штату Мічиган. Населення — 4172 особи (2020).

## Географія
Рузвельт-Парк розташований за координатами 43°11′53″ пн. ш. 86°16′24″ зх. д. / 43.19806° пн. ш. 86.27333° зх. д. (43.198147, -86.273346).  За даними Бюро перепису населення США в 2010 році місто мало площу 2,66 км², уся площа — суходіл.

## Демографія
Згідно з переписом 2010 року, у місті мешкала 3831 особа в 1731 домогосподарстві у складі 979 родин. Густота населення становила 1440 осіб/км².  Було 1925 помешкань (723/км²).
Расовий склад населення:
| - 85,9 % — білих - 8,4 % — чорних або афроамериканців - 1,6 % — азіатів - 0,6 % — корінних американців - 1,1 % — осіб інших рас |

До двох чи більше рас належало 2,4 %. Частка іспаномовних становила 3,9 % від усіх жителів.
За віковим діапазоном населення розподілялося таким чином: 23,8 % — особи молодші 18 років, 59,0 % — особи у віці 18—64 років, 17,2 % — особи у віці 65 років та старші. Медіана віку мешканця становила 38,3 року. На 100 осіб жіночої статі у місті припадало 90,3 чоловіків;  на 100 жінок у віці від 18 років та старших — 86,6 чоловіків також старших 18 років.
Середній дохід на одне домашнє господарство  становив 47 646 доларів США (медіана — 41 938), а середній дохід на одну сім'ю — 58 165 доларів (медіана — 48 980). Медіана доходів становила 38 667 доларів для чоловіків та 38 125 доларів для жінок. За межею бідності перебувало 11,0 % осіб, у тому числі 4,5 % дітей у віці до 18 років та 11,3 % осіб у віці 65 років та старших.
Цивільне працевлаштоване населення становило 1723 особи. Основні галузі зайнятості: виробництво — 24,1 %, освіта, охорона здоров'я та соціальна допомога — 22,2 %, роздрібна торгівля — 17,8 %.